# Fraknó
Fraknó avagy Fraknóváralja (németül 1972-ig Forchtenau, ma Forchtenstein, horvátul: Fortnava) község Ausztriában, Burgenland tartományban, a Nagymartoni járásban.

## Fekvése
Nagymartontól 4 km-re, a Rozália-hegység lábánál, a Vulka völgyében fekszik. Fraknó Rétfalu, Nagymarton, Hochwolkersdorf és Lanzenkirchen községekkel határos.

## Nevének eredete
Neve a középfelnémet vohrte (= félelem) szóból ered, magyar neve a németből való.

## Története
Fraknó várát 1346-ban "castrum Faruhno" néven említik először. 1370-ben "Castrum Frohno", 1398-ban "Frahtno", 1400-ban "Castrum Frathnaw", 1434-ben "Castrum Frahthnow"  néven szerepel a korabeli forrásokban, és csak 1441-ben jelenik meg a német "Forchtenstejn", 1447-ben "Forthenstain alias Frathno", 1451-ben "Castrum Vorchtenstain", majd 1478-ban a magyar "Castrum Frakno" elnevezés.
A templom mögötti hegyen a Hausbergen nagy méretű 13. századi vár nyomai látszanak, melyet a hainburgi béke értelmében rombolhattak le a 13. század végén. Ez a vár lehetett az aragóniai eredetű Nagymartoni grófok első vára.
Fraknó (Forchtenstein) várát 1317 után építették a Nagymartoni grófok. 1398-ban Luxemburgi Zsigmond hűtlenség miatt elvette és a Kanizsaiaknak adta. 1400-ban már újra a Nagymartoni grófoké volt. 1445-ben Nagymartoni VI. Albert osztrák hercegnek adta zálogba, aki aztán az örökösöktől a tulajdonjogot is megszerezte, így a Habsburgoké lett. Mátyás 1488-ban visszaszerezte. 1491-ben a pozsonyi béke Ausztriához csatolta, s csak 1626-ban került vissza. 1605-ben Bocskai és 1619-ben Bethlen hadai is sikertelenül ostromolták. 

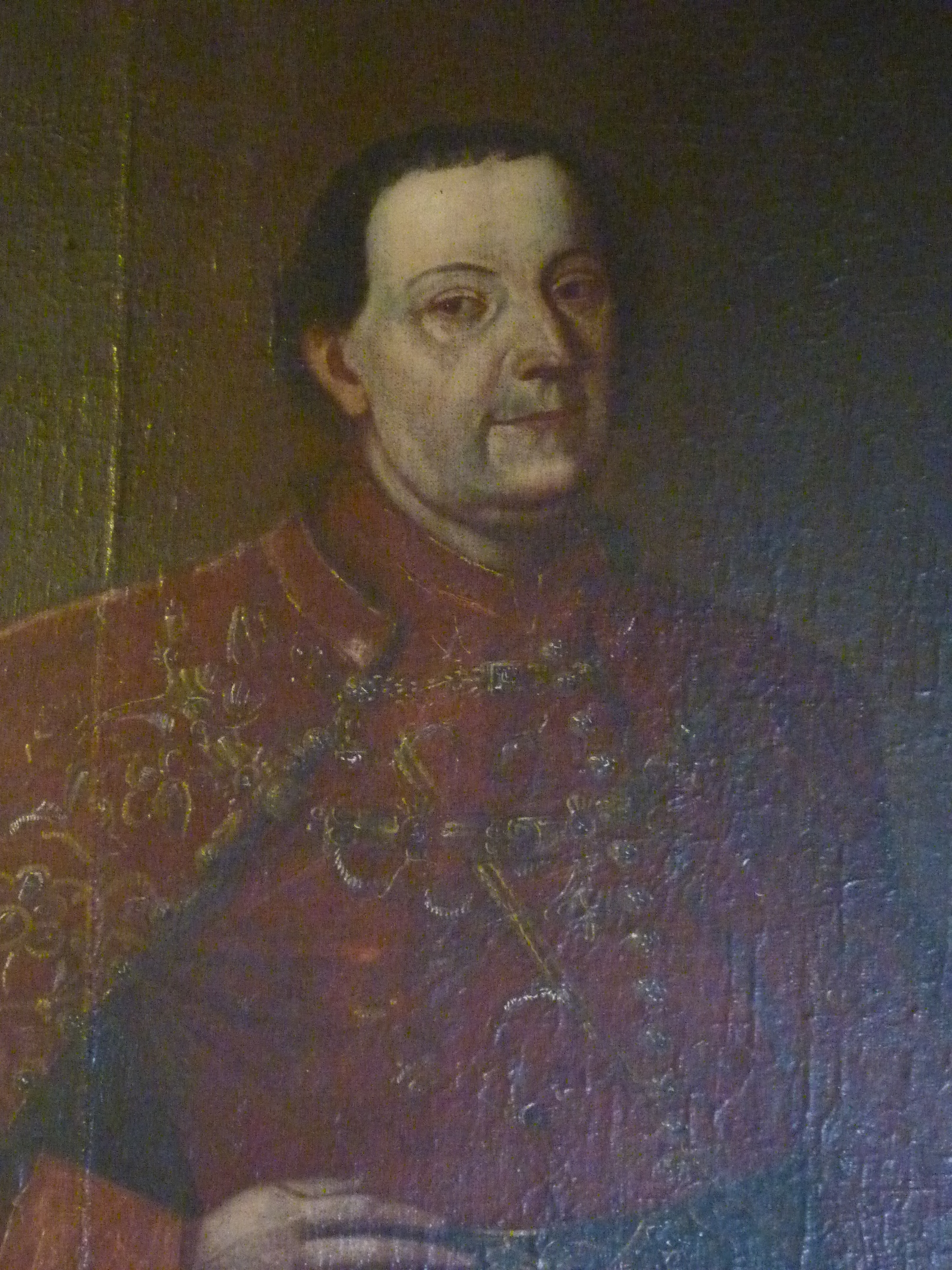
Esterházy Pál herceg

1622 óta az Esterházy család birtoka. Esterházy Miklós és Pál 1635 és 1660 között a régi falakat elbontatta, és helyére kétemeletes várpalotát építtetett. Csak az öregtorony maradt meg a régi várból, amelyre emeletet húztak. Az Esterházy család később a kényelmesebb kismartoni kastélyba költözött, bár a vár ma is a család birtoka.
Fraknóváralját valószínűleg a 14. században alapították a vár szolgálófalujaként. Nagyboldogasszony temploma 1347 előtt épült, 1352-ben önálló plébániája volt. A falut 1529-ben és 1532-ben is feldúlta a török. Amikor 1529-ben a Bécs ellen vonuló török hadak a falut felégették a plébániatemplom főoltárán álló 15. századi Mária-szobor sértetlen maradt. 1571-ben lakói evangélikusok lettek. 1622-ben az Esterházy család birtoka lett. 

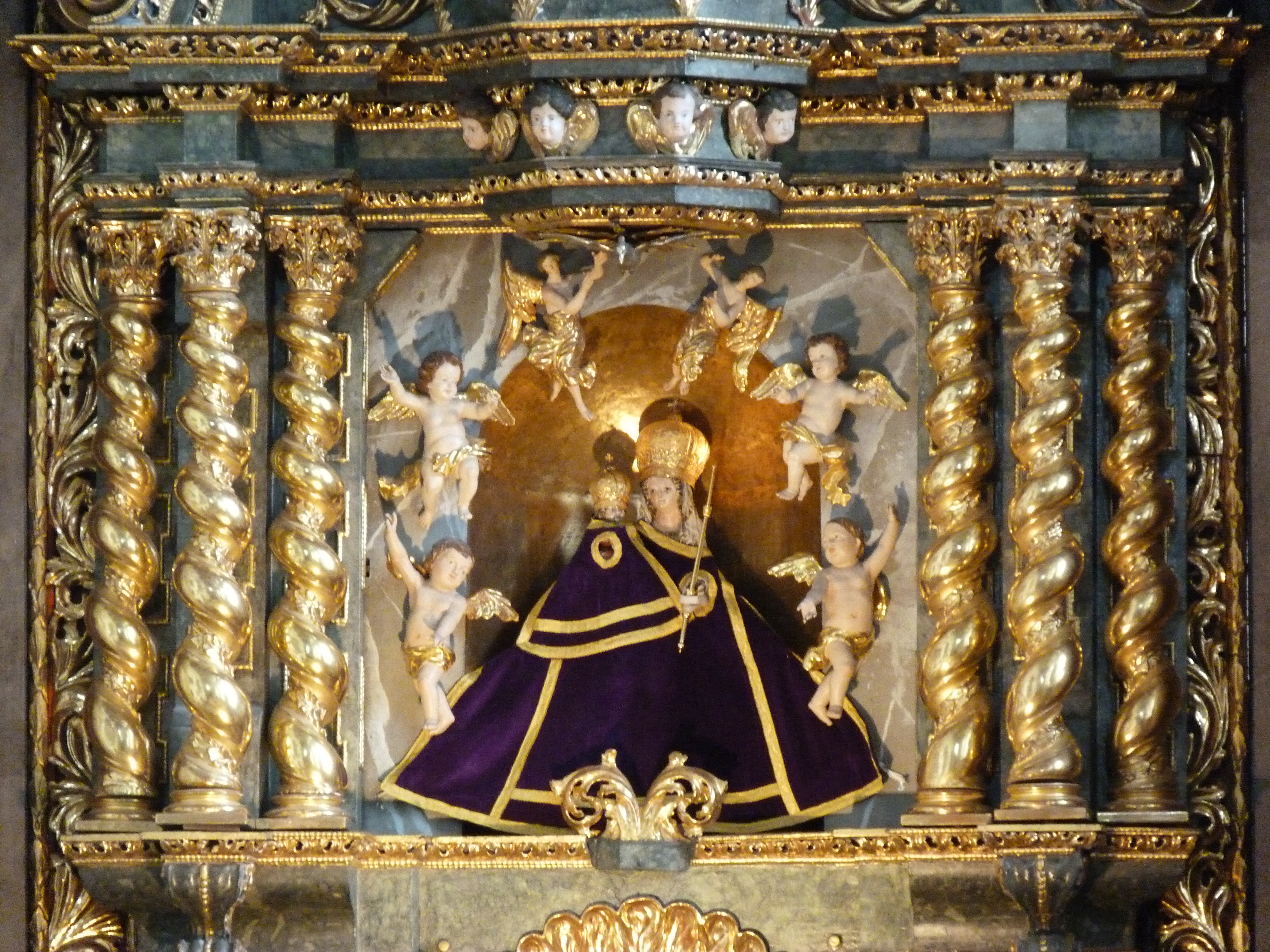
Nagyboldogasszony - Esterházy Pál herceg a fraknói várkápolnából vitette Boldogasszony kegytemplomába 1661-ben

A templomot 1655-ben újjáépítették, katolikus plébániáját csak 1660-ban alapították újra. 1695-ben Esterházy Pál herceg szervitákat hívott a templom gondozására, akiknek kolostort is épített itt.
Vályi András szerint " Fraknó allya, Forchtenau. Német mező Város Sopron Vármegyében, földes Ura Hertzeg Eszterházy Uraság, lakosai katolikusok, fekszik Soprontól harmadfél mértföldnyire, Vulka vizének eredeténél. A’ Szervitáknak Klastromjok vagyon itten, mellyet Esterházy Pál építtete; Harmintzad is van benne. Határja soványabb, mint a’ szomszéd Helységeknek, szőleje nintsen, harmadik Osztálybéli."
Fényes Elek szerint "Fraknóváralja, ném. Forchtenau, német m.város Ausztria szélén, Sopronhoz nyugot-éjszakra 2 1/4 mfld, épen tövében a fraknói várnak, melly egy meredek kősziklás hegyre épülve, kevélyen néz le a körülfekvő vidékre. Számlál 800 kath. lakost. Van itt egy servita kolostor szentegyházzal együtt, mellyet h. Eszterházy Pál a mostaninak előde alapitott olly formán, hogy a prior egyszersmind város plebánusa legyen. Határa Fraknónak csupa hegy völgy, kövecses és agyagos. Van 367 2/8 h. szántóföldje, 55 h. rétje, 456 kapa szőleje, 150 hold lombos és fenyves erdeje. A gyümölcstermesztés legelső ága a gazdaságnak. Az alma nemei: pogácsa, ranette, masánszker, tafota és több nyári faj. Körte nemei: császár, uri stb. De a fő jövedelem gesztenyeért jön be, mert a gesztenye itt szép nagyra terem, s édességével az olaszhoz hasonlítván, vele nagy kereskedés üzetik. Birja Fraknót h. Eszterházy Pál."
1910-ben 1085, túlnyomórészt német lakosa volt. A trianoni békeszerződésig Sopron vármegye Nagymartoni járásához tartozott.

## Nevezetességei

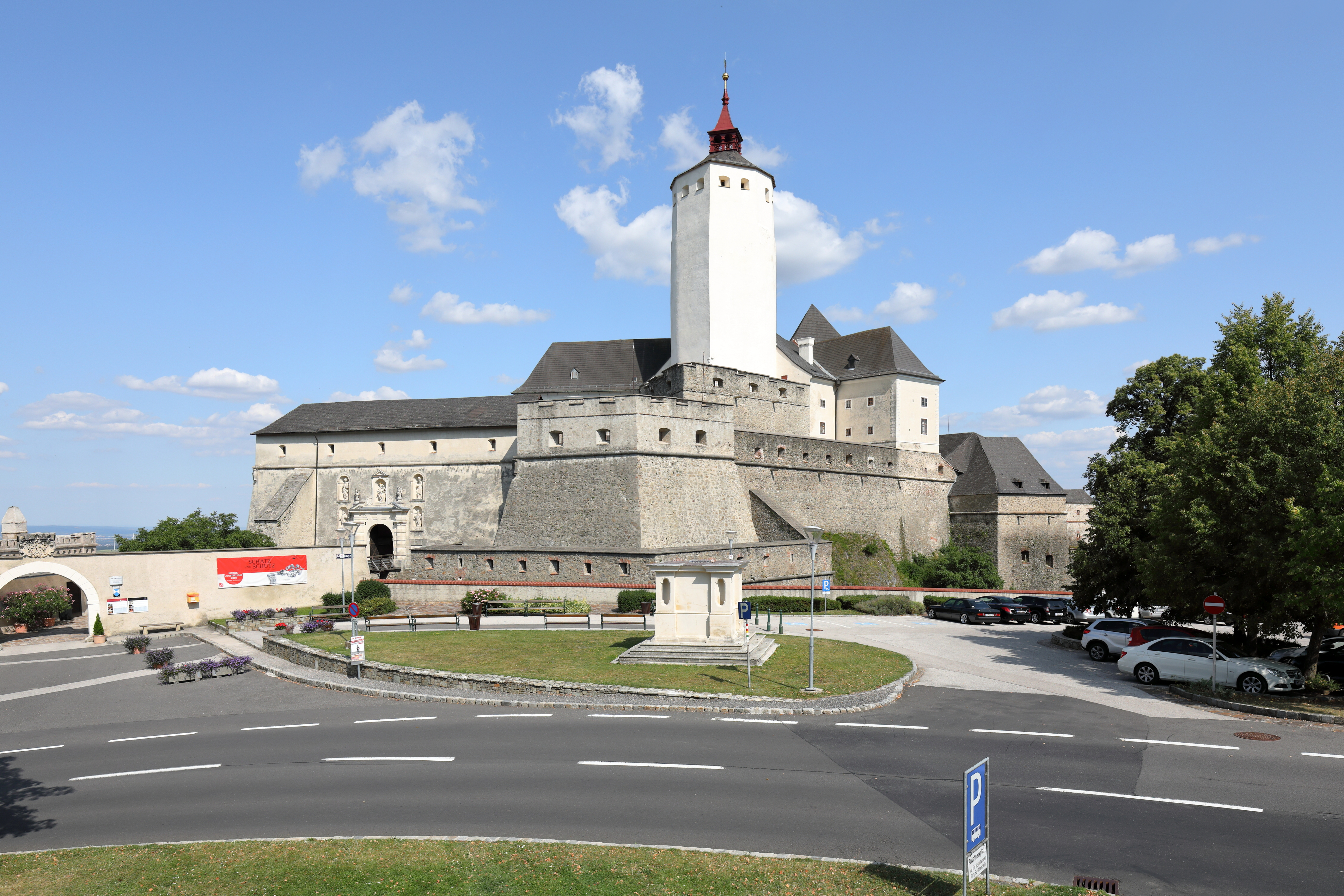
Fraknó vára

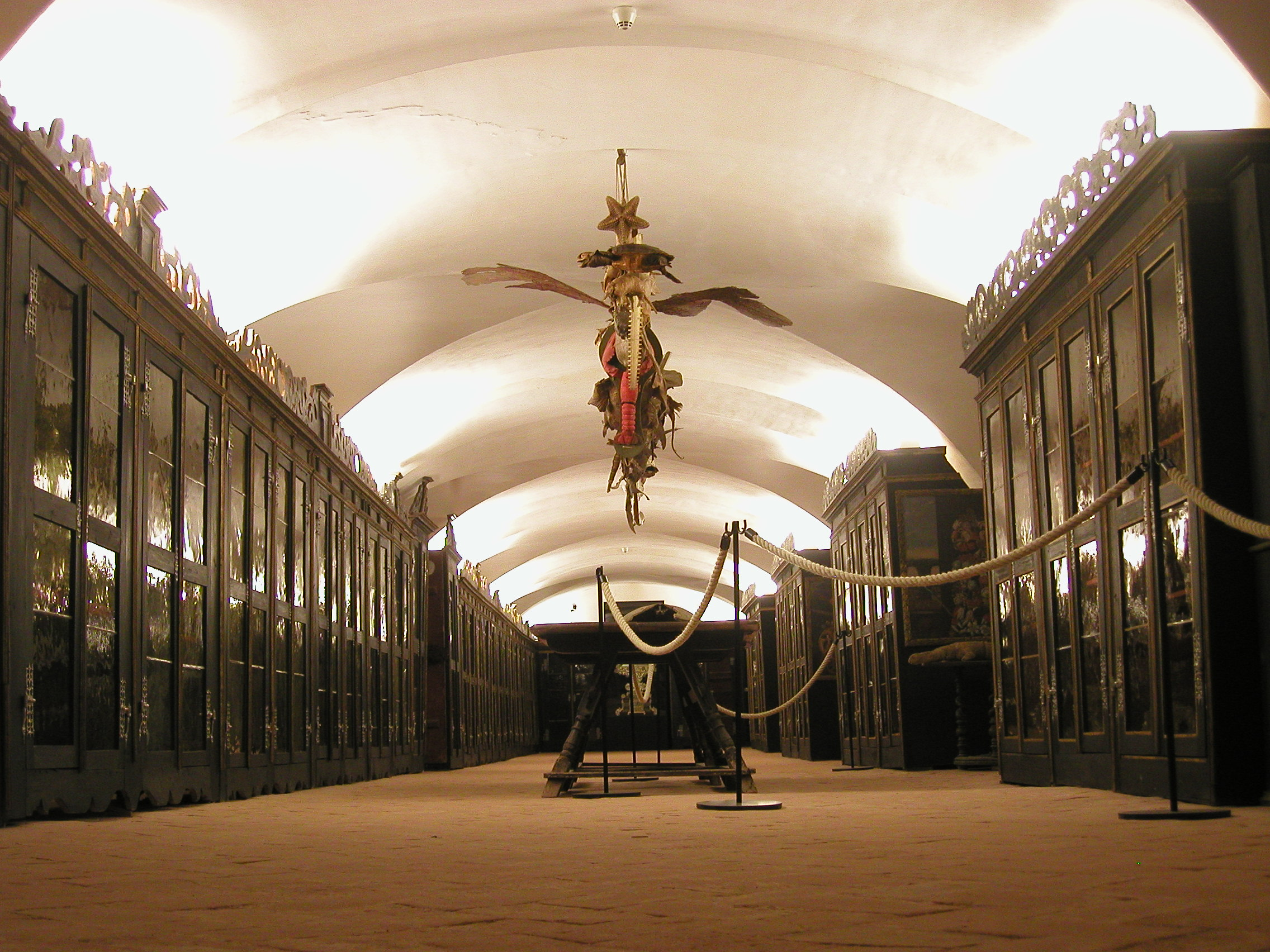
A Vármúzeum

- Fraknó vára[5] 1317-ben épült. 1635 és 1660 között Esterházy Miklós nádor teljesen átépíttette, a régi várból csak az öregtorony maradt meg. A belső vár kétemeletes, négyszögű épülettömbjét sokszögű olaszbástyás védőfal övezi. A vár kápolnáját 1642-ben szentelték fel, a Szűzanya ősi kegyképét 1656-ban Boldogasszony templomába vitték, helyette 1687-ben a vár elé építtetett Esterházy Pál nádor egy Immaculata szobrot, ma ez a búcsújáróhely.[6] A vár mai is teljes épségben áll, az Esterházy család tulajdona. A várnak látogatható kiállításai, kincstára, panoptikuma, fegyvergyűjteménye, levéltára van.[7]
- A Nagyboldogasszony tiszteletére szentelt római katolikus temploma 1347-ben már állt, 1655-ben és 1695-ben bővítették. 1695-ben Esterházy Pál herceg a szervitáknak adta, akiknek kolostort is épített itt. A templom és a plébánia egészen 1981-ig a szerviták gondozásában volt. Gótikus a szentély egy része és a nyugati oldalon nyíló kapu. Déli bejárata felett az 1655-ös évszám olvasható. Az oszlopos főoltár 1754-ben készült. Az oltárfülkében baldachin alatt lévő, fából faragott Madonna-szobor (az egykori kegyszobor) a 15. század közepéről való. A mellékoltárok 1756-1757-ben készültek. A rokokó díszítésű szószék 1756-ban készült. Keresztelőkútja 1700-ban készült. A templom falába 17. és 18. századi sírkövek láthatók beépítve.
- A templom előtt álló Szentháromság-oszlop 1700-ban készült. Az oszlopot szőlőlomb koszorú díszíti.
- A templomtól északra emelkedő dombon található szent lépcsőt 1699 és 1704 között építették a római szent lépcső mintájára.
- Szervita kolostora, mely a templom keleti oldalához csatlakozik 1692 és 1704 között épült, 1982-óta egyházmegyei tulajdon. Az emeletes barokk épület főbejárata felett az Esterházy-címer, oromzatán 1773-ban készült Madonna-szobor látható. Kápolnájában 18. századi Mater Dolorosa-szobor található.
- A Hausbergen nagyméretű 13. századi vár nyomai látszanak. A vár központi része egy  sáncokkal és árkokkal megerősített lakótorony lehetett. Albert osztrák herceg 1289-ben elfoglalta és bár öt évvel később III. András visszaszerezte, a hainburgi béke értelmében le kellett rombolni.
- A Rozália-hegység legmagasabb pontján áll a Szent Rozália-kápolna. Az első fakápolna 1666-ban épült itt, majd a közelében 1670-ben Esterházy Pál herceg építtette kőből a kereszt alaprajzú kápolnát. A kápolnától nagyszerű kilátás nyílik a hegységre és környékére.
- Rosalia-Kogelberg natúrpark.
- A községben hüllőkiállítás is látható.
- Ősszel a szelídgesztenye-szüret után a vár előtt rendezik meg a híres gesztenyeünnepet.